# Горки (Терпилицкое сельское поселение)
Го́рки (фин. Korkka) — деревня в Бегуницком сельском поселении Волосовского района Ленинградской области.

## История
Впервые упоминается в Писцовой книге Водской пятины 1500 года как деревня Горки в Богородицком Врудском погосте.
Упоминается на карте Ингерманландии А. И. Бергенгейма, составленной по материалам 1676 года, как деревня Gårka.
На шведской «Генеральной карте провинции Ингерманландии» 1704 года — как деревня Gårkaby.
Как деревня Горка она обозначена на «Географическом чертеже Ижорской земли» Адриана Шонбека 1705 года.
Под тем же именем упоминается на карте Санкт-Петербургской губернии Я. Ф. Шмидта 1770 года.
Как деревня Поспелова Горка она обозначена на карте Санкт-Петербургской губернии Ф. Ф. Шуберта 1834 года.

ПОСПЕЛОВАЯ ГОРКА — деревня принадлежит коллежскому советнику Урениусу, число жителей по ревизии: 24 м. п., 34 ж. п. (1838 год)

В пояснительном тексте к этнографической карте Санкт-Петербургской губернии П. И. Кёппена 1849 года она записана как деревня Gorka (Горка) и указано количество её жителей на 1848 год: савакотов — 14 м. п., 17 ж. п., всего 31 человек.
На карте профессора С. С. Куторги 1852 года обозначена как деревня Поспелова Горка.

ГОРКА — деревня полковника Никитина, 10 вёрст по почтовой, а остальное по просёлочной дороге, число дворов — 12, число душ — 29 м. п. (1856 год)

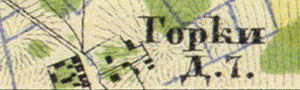
Деревня Горки на карте 1860 года

Согласно «Топографической карте частей Санкт-Петербургской и Выборгской губерний» 1860 года деревня Горки насчитывала 7 крестьянских дворов, к югу от деревни располагалась мыза Поспелова Горка.

ГОРКА ПОСПЕЛОВА (БЕДНАЯ ГОРКА) — мыза владельческая при колодце,  между 1-й и 2-й Самерскими дорогами в 44 верстах от Ямбурга, число дворов — 1, число жителей: 1 м. п., 1 ж. п. 

ГОРКА ПОСПЕЛОВА (БЕДНАЯ ГОРКА) — деревня владельческая при колодце,  между 1-й и 2-й Самерскими дорогами в 44 верстах от Ямбурга, число дворов — 7, число жителей: 23 м. п., 29 ж. п. (1862 год)

В 1869—1875 годах временнообязанные крестьяне деревни Поспелова Горка выкупили свои земельные наделы у А. Н., С. П., А. Н. Урениус, А. П. Ильиной, О. Н. Александровой и Е. Н. Унковской и стали собственниками земли.
Согласно материалам по статистике народного хозяйства Ямбургского уезда 1887 года мыза Поспелова Горка площадью 320 десятин принадлежала титулярному советнику К. С. Строганову, мыза была приобретена в 1886 году за 12 000 рублей, в ней был известковый завод.
В 1900 году, согласно «Памятной книжке Санкт-Петербургской губернии», мыза Поспелова Горка площадью 316 десятин принадлежала жене штабс-капитана Людмиле Фёдоровне Карцевой.
В конце XIX — начале XX века деревня административно относилась ко Врудской волости 1-го стана Ямбургского уезда Санкт-Петербургской губернии. Население деревни было смешанным — финско-русским.
Согласно переписи населения СССР 1926 года в деревне Поспелова Горка Аракюльского сельсовета Врудской волости Кингисеппского уезда проживало 90 человек, русские, финны и эстонцы.

План деревни Горки. 1933 год

По данным 1933 года деревня называлась Горка и входила в состав Рекковского сельсовета Волосовского района. Согласно топографической карте 1933 года деревня называлась Поспелая Горка и насчитывал 21 двор.
По данным 1966, 1973 и 1990 годов деревня Горки входила в состав Терпилицкого сельсовета.
В 1997 году в деревне Горки проживал 1 человек, в 2002 году — 8 человек (русские — 87 %), деревня относилась к Терпилицкой волости.
В 2007 году проживали 4 человека, деревня входила в состав Терпилицкого сельского поселения.
7 мая 2019 года деревня вошла в состав Бегуницкого сельского поселения.

## География
Деревня расположена в центральной части района на автодороге 41К-053 (Рогатино — Горки).
Расстояние до административного центра поселения — 5 км.
Расстояние до ближайшей железнодорожной станции Вруда — 4 км.

## Демография
| 1862 | 2002 | 2007 | 2010 | 2017 |
| ---- | ---- | ---- | ---- | ---- |
| 54   | ↘8   | ↘4   | →4   | ↘2   |

### Национальный состав
Согласно данным Всероссийской переписи населения 2021 года в деревне проживали 5 человек, все русские.